# 王油坊遗址
33°57′36″N 116°05′15″E / 33.96000°N 116.08750°E
王油坊遗址位于中华人民共和国河南省永城市酂城镇王油村东北，为一处新石器时代遗址，于1977年首次被发掘，1986年被列为河南省文物保护单位，2006年被列为第六批全国重点文物保护单位。
王油坊遗址面积约1万平方米，文化层厚度普遍在3米以上，大部分表土层以下为龙山文化晚期地层。1977年发掘时发现11座房基（均属龙山文化晚期），25个灰坑（其中23个属龙山文化晚期），及14座东周墓葬，此外在地层和灰坑中出土大量陶片。